# Ист Рочестер (Њујорк)
Ист Рочестер (енгл. East Rochester) град је у америчкој савезној држави Њујорк.

## Демографија
По попису из 2010. године број становника је 6.587, што је 63 (-0,9%) становника мање него 2000. године.
| Група             | 2000.         | 2010.         |
| Белци             | 6.264 (94,2%) | 5.832 (88,5%) |
| Афроамериканци    | 92 (1,4%)     | 213 (3,2%)    |
| Азијати           | 49 (0,7%)     | 56 (0,9%)     |
| Хиспаноамериканци | 158 (2,4%)    | 339 (5,1%)    |
| Укупно            | 6.650         | 6.587         |